# バン・バン (シェールの曲)
「バン・バン (Bang Bang (My Baby Shot Me Down))」は、歌手/女優であるシェールの、2枚目のスタジオ・アルバム『The Sonny Side of Chér』からの第2弾シングル。この曲は、彼女の当時の夫だったソニー・ボノの作であり、1966年にリリースされた。この曲は全英シングルチャートで第3位、Billboard Hot 100 では1週だけ第2位まで上昇したものの、ライチャス・ブラザーズの「ソウル・アンド・インスピレーション」に阻まれて首位には立てなかったが、結果的にはシェールにとっての1960年代最大のヒット曲となった。

## シェールによる歌唱
シェール盤は、世界中の数多くの国々のチャートでヒットし、彼女にとって初の百万枚以上を売り上げたシングルとなった。アメリカ合衆国においては、1960年代における、彼女の最大のソロ・ヒット曲となり、Billboard Hot 100 シングル・チャートで最高2位まで上昇した。また、イギリスでは3位となり、初のトップ3入りした曲になった。彼女の曲がイギリスのトップ3に入ることは、1991年に首位に達した「The Shoop-Shoop Song」まで、久しくなかった。シングルのB面には、ジャッキー・デシャノンのカバー「ピンと針（Needles and Pins）」とルビー&ザ・ロマンティックスのカバー「燃える恋（Our Day Will Come）」が収録された。
オールミュージック (AllMusic) のジョー・ヴィリオーネ (Joe Viglione) はこの曲について、「古い世界に関わるものを象徴するストリングスのミックスが、ポップの新しい世界と衝突するさまが、端正に編集されて3分以内に収められたヒット曲... 」と肯定的に評価している。現代の批評家ティム・センドラ (Tim Sendra) は、アルバム『The Sonny Side of Chér』のレビューの中で、「アルバムの中で唯一本物の情熱を感じさせるトラックは、ボノが書いたノベルティ・ソング「バン・バン」だが、これは、シェールが眠っているうちにでもやっつけられそうな、一種のドラマ仕立ての歌詞による曲だが、本当の心はこもっていない。
1987年、シェールはプラチナディスクに認定されたカムバック・アルバム『Cher』に、この曲のロック・バージョンを収録した。この新たに録音されたロック・バージョンは、デズモンド・チャイルド、ジョン・ボン・ジョヴィ、リッチー・サンボラによってプロデュースされ、バッキング・ボーカルにはジョン・ボン・ジョヴィやマイケル・ボルトンらが参加した。1988年には、プロモーション用のシングル盤が制作された。シェールは、ツアー（Heart of Stone Tour、Living Proof: The Farewell Tour）でこの曲を取り上げ、2014年の Dressed to Kill Tour では、この曲のインストゥルメンタル・バージョンを使用した。

## おもなカバー・バージョン

### スティービー・ワンダー
スティービー・ワンダーが1966年にアルバム「太陽のあたる場所」(Down to earth)でカヴァーしている。

### ナンシー・シナトラ
1966年には、ナンシー・シナトラも、この曲をアルバム『How Does That Grab You?』に収録した。彼女のバージョンは、ビリー・ストレンジのトレモロ奏法のギターをフィーチャーしており、憂鬱気に歌われている。あまり知られていなかったこのバージョンは、2003年の映画『キル・ビル Vol.1』の冒頭の場面で使用されて、広く知られるようになった。これを契機として、シナトラのバージョンは、オーディオ・ブリーズが2005年にイギリスでヒットさせた「Shot You Down」にサンプリングされ、正式なクレジットも「Audio Bullys featuring Nancy Sinatra」とされた。カナダのラッパーであるカーディナル・オフィシャルも、シングル「Bang Bang」でシナトラのバージョンをサンプリングし、2004年のミックステープ『Kill Bloodclott Bill』に収録した。ラッパーのヤング・バックは、シナトラのバージョンを、アルバム『Straight Outta Cashville』に収録した「Bang Bang」でサンプリングした。

### ヴァニラ・ファッジ
ヴァニラ・ファッジはこの曲を、1967年のデビュー・アルバム『キープ・ミー・ハンギング・オン』の4曲目（オリジナルLPではA面の最後）に収録した。ライブではフリー・ジャズのような即興演奏も交えながら、ジャズ・ロックのスタイルで演奏していた。
本バージョンは、デヴィッド・フィンチャー監督の2007年の映画『ゾディアック』の中で使用された。その一部は、ネットフリックスのオリジナル・テレビ・シリーズ『Lilyhammer』のシーズン2、第8話でも使用された。

### 本田美奈子
本田美奈子は、1988年にMINAKO with WILD CATSというバンド名義での最初のアルバム『WILD CATS』の4曲目に、この曲を松本隆の訳詞による日本語の歌唱で吹き込んだ。この曲は『本田美奈子BOX』（2004年）にも収録されている（DISC 5）。